# 臺灣航空史
臺灣航空史可追溯到臺灣日治時期，為了「理蕃」，臺灣總督府於大正八年（1919年）在臺灣成立了第一個航空機關「警察航空班」。而後隨著日本本土航空業的發展，臺日之間在1930年代有了「內臺航線」。隨著二次大戰的發生，對於機場的需求量也增加，民用機場逐漸被徵收為軍用機場，而到二次大戰結束時，臺灣大約有70多座機場。

## 日治時期
首次有飛機在臺灣升空，是在大正三年（1914年）3月21日，當時日本人野島銀藏於上午9:37從臺北練兵場（今南機場一帶）升空並飛行成功:21。